# Priconodon crassus
Priconodon crassus es la única especie conocida del género dudoso extinto  Priconodon  (gr. “diente como cono”) de dinosaurio tireóforo nodosáurido, que vivió a mediados del período Cretácico, hace aproximadamente 110 a 100 millones de años, entre el Aptiense y el Albiense, en lo que es hoy Norteamérica. Fue encontrado en la Formación Arundel de Muirkirk, Condado de Prince George, Maryland, en Estados Unidos. Al diente original hallado por Marsh, Carpenter & Kirkland (1998) asignaron 12 dientes adicionales de la misma área del holotipo, y tentativamente una robusta tibia (USNM 9154) al género. No encontraron piezas de la armadura, pero notaron que encualquier caso los fósiles son escasos en esa formación. Como todo nodosáurido, Priconodon debió haber sido un herbívoro cuadrúpedo lento, sin duda de gran tamaño, al juzgar por sus dientes, pero los escasos fósiles impiden una estimación de su tamaño total.
Othniel Charles Marsh denominó a este género a partir del espécimen tipo USNM 2135, un gran diente de la entonces llamada Formación Potomac. El mismo pertenecía a un anquilosauriano desconocido que fue comparado con el diente de Diracodon (=Stegosaurus), debido a que no se conocían anquilosaurios de principios del Cretácico. No se pudo identificar como perteneciente al linaje de los anquilosaurianos hasta que Walter Coombs lo asignó a Nodosauridae en 1978.
Por mucho tiempo, siendo un taxón basado en un diente no atrajo mucho la atención. Sin embargo recientemente, Ken Carpenter y James Kirkland (1998), en su revisión de los anquilosáuridos del Cretácico inferior de América del Norte, tentativamente consideraron válido al inusualmente grande diente de nodosáurido, mayor a los descritos anteriormente. Carpenter (2001) mantiene que es un nodosáurido válido, pero no lo usa para sus  análisis filógéneticos. Vickaryous et al. (2004), en su revisión sobre los dinosaurios armados lo consideró como género dudoso sin ningún comentario. West y Tibert, sin embargo en su estudio morfométrico terminaron considerando que es un género válido.